# Карасиха
Кара́сиха — село в Україні, у Білогірській селищній територіальній громаді Шепетівського району Хмельницької області. Населення становить 365 осіб.

## Історія
12 червня 2020 року, відповідно до розпорядження Кабінету Міністрів України № 727-р «Про визначення адміністративних центрів та затвердження територій територіальних громад Хмельницької області», увійшло до складу Білогірської селищної громади.
19 липня 2020 року, в результаті адміністративно-територіальної реформи та ліквідації Білогірського району, село увійшло до складу новоутвореного Шепетівського району.

## Географія
Село розташоване на правому березі річки Тростянки.

## Населення
За переписом населення України 2001 року в селі мешкало 379 осіб.
У 2020 році чисельність населення становила ▼365 осіб.

## Відомі уродженці
- Валігура Іван Трохимович — Герой Соціалістичної Праці.